# Copa del Generalísimo de baloncesto 1965
La Copa del Generalísimo de baloncesto 1965 fue la número 29.º, donde su final se disputó en el Pabellón de Deportes de Salamanca de Salamanca el 2 de mayo de 1965.

## Fase final
Todos los partidos de esta fase se disputaron en la pista del Pabellón de Deportes de Salamanca de Salamanca.
|  | Quinto puesto       | Quinto puesto  |                |            | 5º al 8º puesto     | 5º al 8º puesto |                   |           | Cuartos de final  | Cuartos de final |          |                   | Semifinales   | Semifinales   |  |  | Final     | Final     |
|  |                     |                |                |            |                     |                 |                   |           |                   |                  |          |                   |               |               |  |  |           |           |
|  |                     |                |                |            |                     |                 |                   |           | 30 de abril       |                  |          |                   |               |               |  |  |           |           |
|  |                     |                |                |            |                     |                 |                   |           |                   |                  |          |                   |               |               |  |  |           |           |
|  | 2 de mayo           | 2 de mayo      |                |            | 1 de mayo           | 1 de mayo       |                   |           | Juventud Badalona | 95               |          |                   | 1 de mayo     | 1 de mayo     |  |  | 2 de mayo | 2 de mayo |
|  | 2 de mayo           | 2 de mayo      |                |            | 1 de mayo           | 1 de mayo       |                   |           | Juventud Badalona | 95               |          |                   | 1 de mayo     | 1 de mayo     |  |  | 2 de mayo | 2 de mayo |
|  | 2 de mayo           | 2 de mayo      |                |            | 1 de mayo           | 1 de mayo       | CN Vitoria        | 40        |                   |                  |          |                   | 1 de mayo     | 1 de mayo     |  |  | 2 de mayo | 2 de mayo |
|  | 2 de mayo           | 2 de mayo      |                | CN Vitoria | 46                  |                 | CN Vitoria        | 40        |                   |                  |          | Juventud Badalona | 103           |               |  |  | 2 de mayo | 2 de mayo |
|  | 2 de mayo           | 2 de mayo      | 30 de abril    | CN Vitoria | 46                  |                 |                   |           |                   |                  |          | Juventud Badalona | 103           |               |  |  | 2 de mayo | 2 de mayo |
|  | 2 de mayo           | 2 de mayo      |                |            | Picadero JC         | 96              |                   |           | Real Madrid CF    | 107              |          |                   |               |               |  |  | 2 de mayo | 2 de mayo |
|  | 2 de mayo           | 2 de mayo      | Real Madrid CF | 89         | Picadero JC         | 96              |                   |           | Real Madrid CF    | 107              |          |                   |               |               |  |  | 2 de mayo | 2 de mayo |
|  | 2 de mayo           | 2 de mayo      | Real Madrid CF | 89         |                     |                 |                   |           |                   |                  |          |                   |               |               |  |  | 2 de mayo | 2 de mayo |
|  | 2 de mayo           | 2 de mayo      |                |            | Picadero JC         | 66              |                   |           |                   |                  |          |                   |               |               |  |  | 2 de mayo | 2 de mayo |
|  | Picadero JC         | 135            |                |            | Picadero JC         | 66              | Real Madrid CF    | 102       |                   |                  |          |                   |               |               |  |  |           |           |
|  | Picadero JC         | 135            | 30 de abril    |            |                     |                 | Real Madrid CF    | 102       |                   |                  |          |                   |               |               |  |  |           |           |
|  | CN Sevilla          | 67             |                |            | RC Náutico          | 82              |                   |           |                   |                  |          |                   |               |               |  |  |           |           |
|  | CN Sevilla          | 67             | CB Dimar       | 59         | RC Náutico          | 82              |                   |           |                   |                  |          |                   |               |               |  |  |           |           |
|  |                     |                | CB Dimar       | 59         | 1 de mayo           | 1 de mayo       | 1 de mayo         | 1 de mayo |                   |                  |          |                   |               |               |  |  |           |           |
|  |                     |                | CN Sevilla     | 54         | 1 de mayo           | 1 de mayo       | 1 de mayo         | 1 de mayo |                   |                  |          |                   |               |               |  |  |           |           |
|  | Séptimo puesto      | Séptimo puesto | CN Sevilla     | 54         | CN Sevilla          | 58              |                   |           |                   |                  | CB Dimar | 52                | Tercer puesto | Tercer puesto |  |  |           |           |
|  | Séptimo puesto      | Séptimo puesto | 30 de abril    |            | CN Sevilla          | 58              |                   |           |                   |                  | CB Dimar | 52                | Tercer puesto | Tercer puesto |  |  |           |           |
|  | 2 de mayo           | 2 de mayo      |                |            | CB Estudiantes Vigo | 50              |                   |           | RC Náutico        | 73               |          |                   | 2 de mayo     | 2 de mayo     |  |  |           |           |
|  | CN Vitoria          | 48             | RC Náutico     | 77         | CB Estudiantes Vigo | 50              | Juventud Badalona | 82        | RC Náutico        | 73               |          |                   |               |               |  |  |           |           |
|  | CN Vitoria          | 48             | RC Náutico     | 77         |                     |                 | Juventud Badalona | 82        |                   |                  |          |                   |               |               |  |  |           |           |
|  | CB Estudiantes Vigo | 41             |                |            | CB Estudiantes Vigo | 47              |                   |           | CB Dimar          | 47               |          |                   |               |               |  |  |           |           |

### Final
Pese a que el resultado de 102-82 es el que figura en todos los palmarés de la competición, algunas de las publicaciones deportivas de época (Rebote, Marca, ABC, El Mundo Deportivo) mencionan como marcador final del partido 107-82 (aunque no ofrecen detalles sobre los anotadores). Para añadir aún más confusión, en una entrevista publicada en un medio canario Pepe Cabrera (entrenador del RC Náutico) y José Bichara (delegado del equipo) comentan que el resultado final fue 105-82 y el Náutico perdía por tan sólo un punto al descanso.
| 2 de mayo de 1965 | Real Madrid CF                     | 102–82 | RC Náutico                          |                                                                                          |  |
|                   | Marcador por tiempos: 54–37, 48–45 |        |                                     |                                                                                          |  |
|                   | Estadísticas Lolo Sainz 22         | Pts    | Estadísticas Alejandro Plasencia 22 | Pabellón: Pabellón de Deportes de Salamanca, Salamanca Árbitros: Sánchez y López Vicente |  |

| Campeón de la Copa del Generalísimo 1965 |
| ---------------------------------------- |
| Real Madrid CF 9.º título                |